# Geiler is’ schon
Geiler is’ schon ist das achte Studioalbum des deutschen Sängers Marius Müller-Westernhagen. Es erschien am 27. Oktober 1983 bei WEA Records.

## Entstehung
Geiler is’ schon wurde mit Lothar Meid in den Musicland Studios, München, produziert und aufgenommen. Die prägnante Textzeile aus Laß uns leben, das zu den live häufig zu hörenden Titeln zählt, Weil ich dich liebe, wurde später erneut in dem gleichnamigen Stück verwendet. Wie Laß uns leben zählt auch der Titelsong heute zu den Klassikern von Westernhagen. Das Cover wurde von Jim Rakete und Roman Stolz designt. 1990 erschien das Album als Wiederveröffentlichung auch auf CD.

## Titelliste
1. Lilli, die Mücke – 3:03
2. Take four, because your Birne is weich – 3:58
3. Mutter – 3:36
4. Der schwarze Mann – 5:22
5. Wäre ich ein Tier – 2:33
6. Jetzt komm’ wir – 3:11
7. Gitti Kleinlich – 2:39
8. Neues von Hilde – 3:10
9. Laß uns leben – 4:22
10. Geiler is’ schon – 2:21

## Rezeption

### Charts und Chartplatzierungen
Geiler is’ schon stieg am 12. Dezember 1983 auf Rang 42 der deutschen Albumcharts ein. Seine beste Platzierung erreichte es eine Woche später mit Rang 41 in der Chartwoche vom 19. Dezember 1983. Das Album konnte sich neun Wochen in den Charts platzieren, letztmals in der Chartwoche vom 6. Februar 1984.
Für Westernhagen avancierte Geiler is’ schon nach Sekt oder Selters, Mit Pfefferminz bin ich dein Prinz, Stinker und Das Herz eines Boxers zum fünften Chartalbum in Deutschland.
| ChartsChartplatzierungen | Höchstplatzierung | Wochen |
| ------------------------ | ----------------- | ------ |
| Deutschland (GfK)        | 41 (9 Wo.)        | 9      |

### Auszeichnungen für Musikverkäufe
1993 wurde für Geiler is’ schon für über 250.000 verkaufte Einheiten eine Goldene Schallplatte in Deutschland verliehen.
| Land/Region        | Auszeichnungen für Musikverkäufe (Land/Region, Auszeichnung, Verkäufe) | Verkäufe |
| ------------------ | ---------------------------------------------------------------------- | -------- |
| Deutschland (BVMI) | Gold                                                                   | 250.000  |
| Insgesamt          | 1× Gold ·                                                              | 250.000  |